# Кейт Буш
Кейт (при народженні Кетрін) Буш CBE (англ. Kate Bush; нар. 30 липня 1958, Бексліхіт, Кент, Англія, Велика Британія) — англійська авторка-виконавиця, мім, музикантка (гітара, клавішні), танцюристка, музична продюсерка, акторка та кінорежисерка. Працює на стику попмузики і прогресивного року.
Кейт Буш – перша британська сольна виконавиця, яка очолила UK Albums Chart, і перша жінка-виконавиця, яка увійшла до нього на першому місці. Еклектичний та експериментальний музичний стиль Буш, її незвичайні тексти, виступи та підняття літературних тем вплинули на широке коло виконавців. Вона була номінанткою 13 премій Британської асоціації виробників фонограм, здобула перемогу в номінації «Краща британська виконавиця» в 1987, та була номінована на три Греммі. У 2002 Буш була відзначена Нагородою Айвора Новелло за «Видатний внесок у британську музику». У 2013 Буш присвоєно чин Дами-Командора Ордену Британської імперії за заслуги у галузі музики. Вона тричі була номінована на введення у Залу слави рок-н-ролу у 2018, 2021 і 2022.
У 2022 році одна з її багатьох пісень «Running Up That Hill (A Deal with God)» привернула нову увагу після того, як з'явилася в серіалі від Netflix «Дивні дива», ставши другим номером один Буш у Великій Британії та досягнувши вершини кількох інших чартів.

## Життєпис
Кейт Буш народилася 30 липня 1958 року в пологовому будинку в Бексліхіті, графство Кент, у родині англійського лікаря, лікаря загальної практики Роберта Буша (1920–2008) та Ханни Патриції (уроджена Дейлі) (1918–1992), ірландської медсестри, дочки фермера в графстві Вотерфорд. Вона виросла разом зі своїми старшими братами, Джоном і Педді, у 350-річному колишньому фермерському будинку в Іст-Вікхемі поблизу Веллінга, який по сусідству з Бексліхітом. Буш походила з мистецького середовища: її мати була аматоркою традиційної ірландської танцівниці, батько був піаністом-любителем, Педді працював виробником музичних інструментів, а Джон був поетом і фотографом. Обидва брати брали участь у місцевій фолк-музиці. Вона була вихована як  римо-католичка.
Буш тренувалася в клубі карате Goldsmiths College, де її брат Джон був інструктором з карате. 
Музичний вплив її сім'ї надихнув Буш навчитися грі на фортепіано у віці 11 років. Вона також грала на органі в сараї позаду будинку своїх батьків і вчилася грі на скрипці. Незабаром вона почала складати пісні, згодом додавши власні тексти.
Кеті Буш почала цікавитися музикою в дуже ранньому віці й написала першу пісню в 11 років. За спогадами старшого брата, навчившись грати на фортепіано, вона проводила за ним по 5-7 годин на день. До 14 років композиторська та виконавська майстерність Кеті досягли рівня, який дозволяв думати про серйозну музичну кар'єру. У 1972—1973 роках вона записала в домашніх умовах кілька демо-касет і спробувала через одного з друзів сім'ї запропонувати їх звукозаписним компаніям. Проте всі ці записи відрізнялися дуже низькою якістю (як згадувала пізніше сама виконавиця, «на них просто було чутно, що якась дівчинка щось співає, акомпануючи собі на піаніно, але при цьому не можна було розібрати ні слів, ні мелодій»), і спочатку на них ніхто не звернув уваги.
У 1973 році одна з цих касет потрапила в руки Девіду Гілмору з Pink Floyd, який визнав творчість юної виконавиці цікавою і запропонував їй свою допомогу у виготовленні якіснішого запису. Спочатку він надав у розпорядження Кеті напівпрофесійний магнітофон і мікрофони, використовуючи які, вона заново записала частину своїх пісень, а потім запросив її у свою домашню студію, де вони за день записали ще близько 10 композицій (Гілмор акомпанував на гітарі й запросив двох музикантів з групи Unicorn для виконання партій баса та ударних). Частина цих записів в 1986 році планувалися до випуску на диску Kate Bush — The Early Years, проте весь пробний тираж був знищений за наполяганням самої Кейт Буш, яка сказала, що даний матеріал не заслуговує видання.

### Професійна музична кар'єра
Нарешті, в 1975 році Девід Гілмор організував Буш запис у професійній студії, сплативши послуги музикантів, аранжувальника і звукооператора. Всього було записано три композиції: «The Man with the Child in His Eyes», «The Saxophone Song» і «Maybe» (перші дві згодом увійшли до альбому The Kick Inside). Цей демозапис сподобався керівництву компанії EMI, і Буш запропонували контракт, який був підписаний в 1976 році. Напевно, в EMI в той час вважали, що Буш ще рано починати професійну музичну кар'єру, однак запропонували їй досить вигідні умови, щоб перспективну виконавицю не перехопили конкуренти.
На отриманий аванс Буш придбала старий синтезатор і оплатила курс навчання в школі джазового танцю знаменитого хореографа Ліндсі Кемпа. До закінчення середньої школи Кейт (так її почали називати до того часу) Буш зробила в домашніх умовах ще кілька десятків демозаписів, частина з яких пізніше виходили на різних бутлеґах (ці записи відомі під збірною назвою The Cathy Demos). 1977 року вона також почала виступати з власним гуртом KT Bush Band. Виступи проходили переважно в різних лондонських пабах, а репертуар гурту, крім композицій Буш, включав безліч чужих речей.
У 1978 році нарешті побачив світ дебютний альбом Кейт Буш — The Kick Inside. Композиція з нього «Wuthering Heights» стала міжнародним хітом, зайнявши перші місця в хіт-парадах Великої Британії, Австралії та низки інших країн. Сам альбом дістався до третього місця в британському хіт-параді. На хвилі успіху першого альбому швидко записали другий альбом, і він вийшов під назвою Lionheart. Його якістю сама виконавиця залишилася вкрай незадоволена. За виходом цього альбому пішло європейське концертне турне The Tour of Life — перше й останнє в кар'єрі Кейт Буш, яка вважає, що виснажливі концертні виступи не залишають їй часу і сил для головного — музичної творчості.
У 1978-му 19-річна Кейт очолювала UK Singles Chart протягом 4 тижнів зі своєю дебютною піснею «Wuthering Heights», ставши першою жінкою, яка досягла першої позиції в чарті Британії з самостійно написаною піснею. Відтоді Буш випустила 25 синглів, що увійшли до 40 найкращих хітів Великобританії, включно з хітами Топ-10 «The Man with the Child in His Eyes», «Babooshka», «Running Up That Hill», «Don't Give Up» (дует із Пітером Ґебріелом), та «King of the Mountain». 
Усі 10 студійних альбомів Кейт Буш потрапили до Топ-10 Великої Британії, включно з альбомами Never for Ever (1980), Hounds of Love (1985) і збіркою The Whole Story (1986). Вона була першою англійською сольною виконавицею, яка очолила альбомні чарти Британії, та першою жінкою, яка увійшла до альбомних чартів під номером один.
Буш поступово здобула художню незалежність у записах альбомів і випускає всі свої студійні альбоми самостійно, починаючи з The Dreaming (1982). Вона взяла перерву між записами своїх сьомого і восьмого альбомів, The Red Shoes (1993) and Aerial (2005). Буш знову привернула до себе увагу у 2014 році завдяки своїй концертній резиденції Before the Dawn, її першому шоу з часів The Tour of Life (1978).

## Особисте життя
Кейт одружена з гітаристом Денні Макінтошем. У них є син Альберт Макінтош, відомий як Берті, який народився в 1998 році. З кінця 1970-х до початку 1990-х Буш мала стосунки з басистом і звукорежисером Делом Палмером.
Буш колишня жителька Елтема на південному сході Лондона. У 1990-х роках вона переїхала в резиденцію на березі каналу в Сулхемстеді, графство Беркшир, і купила другий будинок у Девоні в 2004 році. Кейт –  вегетаріанка. Кейт була вихована  католичкою. 
Через тривалі перерви між записами альбомів поширились чутки щодо здоров'я та зовнішнього вигляду Буш. У 2011 році вона розповіла BBC Radio 4, що проміжок часу між альбомами викликав стрес. Вона повторила, що надає перевагу сімейному життю. 
Син Кейт, Берті, брав участь у концерті «Before the Dawn» у 2014 році. Її племінник Рейвен Буш – скрипаль в англійському інді-гурті Syd Arthur.

## Підтримка України
В 2022 році у своєму щорічному різдвяному посланні Кейт Буш закликала припинити війну в Україні.
У дописі на своєму веб-сайті Буш написала: «Я не думаю, що хтось із нас коли-небудь бачив рік, подібний цьому [...] Це бомбардування – жахлива війна в Україні, голод, посухи, повені [...] Я сподіваюся, що війна закінчиться [...]».

## Дискографія

### Студійні альбоми
- The Kick Inside (1978)
- Lionheart (1978)
- Never for Ever (1980)
- The Dreaming (1982)
- Hounds of Love (1985)
- The Sensual World (1989)
- The Red Shoes (1993)
- Aerial (2005)
- Director's Cut (2011)
- 50 Words for Snow (2011)